# エリック・ロドリゲス
エリック・ロドリゲス（Eric Rodriguez、1980年7月5日 - ）は、スペイン生まれの在日クリエイター、ソングライター、音楽プロデューサー、ディレクター、ミキシング・エンジニア、マスタリング・エンジニア、ナレーター、ラジオパーソナリティ。

## 略歴
3歳の頃からピアノと音楽理論を学び、19歳の時、日本の音楽業界に興味を持ち日本に移住。現在クリエイター、エンジニア、パーソナリティとして様々な場面で活動している。

## ラジオ
- 「Manga y Punto」Radio Despí（1997年 - 1999年）
- 「Cocolo Earth Colors」FM COCOLO[3]（2010年 - 現在）
- RADIO AMERICA BARCELONA（2020年 - 現在）
- 『ドリームエンターテインメントクリエイター・松田純一の我流J@PAN / ポッドキャスト』

## 作品

### 作曲
- Do As Infinity「Always」（松田純一との共作）
- 吉沢明歩「チュッ!チュッ!」（松田純一とMIMiiとの共作）[4][5]
- AI®PEN「Paradise Garage」（松田純一との共作）
- Go.X 「Without You」（松田純一との共作）
- 愛乙女☆DOLL「Heatup Dreamer」（松田純一との共作）2016年テレビ愛知【千原せいじのバズ☆ドル】のエンディングテーマ
- リリシック学園「起こせ」（松田純一との共作）
- Natalia D「I Could Die for Love」（Natalia D, 松田純一との共作）
- BALLIONAIRE MAFIA 
  - 「JAPANIMATION Feat. GDP,  Patxi Lopez」（共作）
  - 「Grand Front Feat. GDP」（共作）
  - 「Walk Together Feat. GDP, Ma Rie」（共作）
- Luxury Sky （松田純一との共作）
- リリシック学園 「起こせ！」（松田純一との共作）
- パイナップルクラブ
  - 「Pineapple Candy」（松田純一との共作）
  - 「ギャラクシア」（松田純一との共作）
- 東京flavor （さきのりり）「雨上がりの虹」
- flavor
  - ES 入場曲

### 作詞
- GAI◆YA＋ 「IBARA feat Patxi Lopez」 （英語歌詞）
- Go.X 「Without You」（松田純一との共作）
- BALLIONAIRE MAFIA
  - 「CAMELIA」
  - 「Paradisum Feat. Inhyeok Yeo」
- KONAMI beatmania iidx 31 EPOLIS
  - 「COUNTING SHEEP」[6]

### エンジニア
- 吉沢明歩
  - 「大人の片思い。」（MIX）
  - 「チュッ!チュッ!」（MIX）
- JK21
  - 「AFTERSCHOOL」（MIX）
  - 「雨のちハレルヤ」（MIX）
  - 「みゃー」（マスタリング）
- ZERO
- FLAVOR（MIX）
- AI®PEN （MIX）
- PEACH JOHN　2015年秋CM（MIX）
- PiGU「ザ・アイドロイド」
- 西岡秀記
  - 「追憶」
  - 「陽があたる場所」
  - 「tsu…tsu…tsu…情熱!」【キングレコード】（マスタリング）

### プロデュース
- RODRIGO MABEL 
  - アルバム「RODRIGO MABEL」（ディレクター、プロデュース）
- MIGUEL DE BADAJOZ （プロデュース）
- KILOMBO
  - アルバム「Ojitos De Luna」（プロデゥース、ミックス、サウンドデザイン）
- Turbo Street Funk （カナダ）
  - シングル「(Hello, My Name Is) Good Fortune」[7]（プロデュース、ミックス）

### CM
- アシックス「BLACK VELVET Feat. GDP」
- サンフレッチェ広島F.C（2025年）
- がんこフードサービス
  - 忘年会 2015（松田純一との共作）
  - 2016忘・新年会 かにすき_コミカル編（松田純一との共作）
  - 2016忘・新年会 牛しゃぶ_コミカル編（松田純一との共作）
  - 忘年会 2017 国産活〆とらふぐ てっちり
- Radio Despi 公式ジングル

### アニメ
- オリジナルTVアニメ「THE MARGINAL SERVICE」（ボーカル、歌詞翻訳）

### その他
- パチンコ「楽園（浜友A.L.）」

- タキイ種苗　プロモーション動画（スペイン語版ナレーション）
- ダイキン工業　員研修映像（スペイン語版ナレーション）